# Dani Felber
Dani Felber (* 10. Februar 1972 in Münsterlingen, Thurgau) ist ein Schweizer Jazzmusiker. Er wirkt als Bandleader, Flügelhornist, Trompeter, Komponist und Arrangeur.

## Leben und Wirken
Dani Felber studierte von 1995 bis 2001 an der Swiss Jazz School in Bern. Er war währenddessen Mitglied der Swiss Jazz School Big Band unter der Leitung von Bert Joris und arbeitete in diesem Rahmen mit zahlreichen bekannten Gastsolisten bei verschiedenen Jazzfestivals in Deutschland, Italien, den USA und der Schweiz zusammen. 
Im Jahr 2000 gründete er die Dani Felber Big Band, mit der er bis heute bei Jazz Festivals, Galas und Tourneen in ganz Europa, England, Afrika und Amerika auftritt. Als Bandleader lässt sich Felber im Jazz vor allem an Count Basie inspirieren. Für seine Konzerte und Produktionen arbeitet er mit seinem Jazz Quartett, der Big Band oder seinem Orchester mit Musikern aus der ganzen Welt zusammen. Er begleitete bekannte Künstler wie unter anderem Tony Lindsay, Butch Miles, Al Porcino, Carmen Bradford, Lyambiko, Barbara Morrison, Betina Ignacio, Johnny Logan, Paul Kuhn, Hazy Osterwald, Bill Ramsey, Inga Rumpf, Joe Haider und Roberto Blanco.
Im Jahr 2002 begleitete die Band erstmals das Weltranglisten-Tanzturnier Swiss Inter Cup, das im Schweizer Fernsehen ausgestrahlt wird. 2003 begleitete Felber mit seinem Quartet und seiner Big Band Hazy Osterwald bei dessen Vibraphon-Konzerten. 2005 spielte er zum ersten Mal mit seiner Band beim Bundespresseball in Berlin, wofür er den Eröffnungswalzer Berlin tanzt komponierte. Er trat unter anderem in Jazz-Clubs wie dem Pariser New Morning und dem New Yorker Birdland oder beim Abschiedsfest von Radio Beromünster auf und spielte 2015 bei der Wegmans Hillside Spenden Gala in Rochester USA, 2,8 Millionen US-Dollar ein. 2012 spielte er anlässlich der Beerdigungsfeier von Hazy Osterwald auf dessen Trompete in der Hofkirche in Luzern.
2015 gründete Felber sein Label Dani Felber Records und 2016 seinen eigenen „Memberclub“ in der Villa Felber und spielte dort Konzerte mit zum Beispiel Candy Dulfer, Naturally 7, Thomas Quasthoff, Till Brönner, Albert Hammond, James Morrison, Richard Galliano, Johnny Logan, Gunhild Carling oder Puppini Sisters.
Im Jahr 2017 fand ein Videodreh auf dem Gipfel des Matterhorns mit Smoking und Trompete statt und er wirkte als Solist in der ZDF Weihnachts-Sendung mit Brass for Peace aus der Geburtskirche in Bethlehem mit. 
Im Jahr 2021 unterstützte Felber das Hilfsprojekt „Smiling Gecko“ – ein Container voll Musik von Hannes Schmid für Kinder in Kambodscha.

## Wirken als Komponist und Arrangeur
Als Komponist und Arrangeur orientiert sich Felber an Frank Foster und Sammy Nestico. Mit Foster war Felber befreundet und widmete ihm das Album Thank you, Fos!. Felber besuchte 2013 Sammy Nestico in Carlsbad USA um eine neue Aufnahme zu besprechen und zu realisieren. Felber hat etwa 50 Big Band Werke komponiert, darunter Trip to Sammy, Thank you, Fos!, More than just Friends, Sinas Dream, One two three, This is for my Friend Andrea Tofanelli oder Hey Carina. Ebenfalls hat er zwischen 500 und 600 Big Band Arrangements geschrieben.

## Auszeichnungen
- 1998: Award of the International Association of Jazz Education, New York
- 2008: Ambassador of Big band Music, Big Band Hall of Fame, Florida[17]
- 2000: Chrylser Jazz Winner, Montreux
- 2010: Swiss Jazz Award
- 2012: Rotary Kulturpreis Oberthurgau[18]

## Diskografie
Alle seine Alben hat Felber selbst produziert. 2011 produzierte er die CD Thats my Life. James Last, Till Brönner, Paul Kuhn, Kurt Felix, Emil Steinberger unterstützten das Projekt mit ihren Statements im CD-Booklet.
- 2001: Music Was My First Love – Dani Felber Big Band
- 2002: In Mellow Tone – Dani Felber Big Band
- 2003: Dani Felber meets Hazy Osterwald – Dani Felber Big Band
- 2005: Swing Is In – Dani Felber Big Band
- 2009: Sweet Breeze – Dani Felber Big Band
- 2010: More Than Just Friends – Dani Felber Big Band
- 2010: Sinas Dream – Dani Felber Jazz Quartet
- 2011: That’s My Life – Dani Felber Orchestra
- 2012: Thank You, Fos! – Dani Felber Big Band Explosion
- 2014: Live at Langenthal – Dani Felber Big Band Explosion
- 2015: Portrait of Dani – Felber mit allen seinen Formationen
- 2017: Merry Christmas Everyone – Dani Felber Big Band